# 竹北蓮花寺濕地
蓮花寺濕地因緊鄰竹北蓮花寺而得名。其地處新豐和竹北交界的鳳鼻尾山上，位於鳳山崎山系的最西緣，湖口台地南緣。其土質以泥岩、砂岩、頁岩與未膠結之紅土與礫石、黏土、沙等為主，土壤貧瘠，加上承襲了鳳山崎山系的豐富地下水，使此區有著明顯的崩壞作用，易形成陷谷，陷谷中的水澤環境為此區蘊育出許多稀有的水生植物。

## 發展

### 環境破壞
此地因土壤貧瘠，水分充足，原是重要的食蟲植物生長地。後因西濱快速道路開挖、休閒區域增建，造成地下水量減少，增建攔砂壩也留下多量的氮及磷，加上外來物種的侵入，對於棲地物種造成極大的威脅，食蟲植物生存面臨危機。

### 轉機
荒野保護協會知悉此事後，多次向新竹縣政府陳情，於1998年正式受政府委託，始在此地執行復育工作。歷年來在行政院農委會的經費補助、竹北市公所支持、荒野新竹分會志工的努力下，食蟲植物和其餘稀有植物數量已有可觀成長，目前族群數量暫趨穩定。

### 現況
蓮花寺濕地目前被內政部營建署暫定為地方級重要濕地，但國防部以嚴重影響營區射擊任務使用為由，建議剔除，目前仍由國防部軍備局管理。軍方每兩周開放一次，讓提出申請的荒野保護協會志工進入蓮花寺濕地，進行復育、維護等工作，一般民眾也可透過報名荒野保護協會所辦的志工假期進入。

## 生態

### 重要性
此地因為長期以來受軍方管制，保留了自然風貌，是臺灣重要的食蟲植物棲地，也是瀕危的長葉茅膏菜在臺灣本島已知的最後一塊野外棲地。除此之外，蓮花寺濕地中還有許多稀有的濕地植物，更是極危植物桃園草唯一有野外紀錄的棲地。

### 食蟲植物
食蟲植物可藉捕蟲機制彌補土壤中不足的礦物質元素，故能成為此地的優勢種。蓮花寺濕地中有長葉茅膏菜、小毛氈苔、寬葉毛氈苔和長距挖耳草四種食蟲植物族群。其中長葉茅膏菜現為瀕臨滅絕等級，寬葉毛氈苔則為易受害等級。

### 伴生植物
迎風坡在強大海風和不定時的火災作用下，形成典型的海濱植被。此地也承襲了鳳山崎山系的豐富地下水，有著明顯的崩塌作用，易形成陷谷，陷谷中又易形成小片的水澤環境，在此區蘊育出許多珍貴的水生植物。目前在志工的定期觀察、維護下，稀有的伴生植物如田蔥、桃園草、點頭飄拂草、水莎草、黑珠蒿、矮水竹葉等皆有穩定生長的族群。也有目前在野外較不容易見到的穀精草、燈心草等植物。

## 外部連結
- 荒野保護協會 蓮花寺濕地 （页面存档备份，存于）
- 我們的島 食蟲植物你好嗎[永久]